# Lucas Jakubczyk
Lucas Jakubczyk (Alemania, 28 de abril de 1985) es un atleta alemán, especialista en la prueba de 4 x 100 m en la que llegó a ser medallista de bronce europeo en 2016.

## Carrera deportiva
En el Campeonato Europeo de Atletismo de 2016 ganó la medalla de bronce en los relevos de 4 x 100 metros, con un tiempo de 38.47 segundos, llegando a meta tras Reino Unido (oro) y Francia (plata), siendo sus compañeros de equipo: Sven Knipphals, Roy Schmidt y Julian Reus.